# International Financial Reporting Standard 4
Der International Financial Reporting Standard 4 Versicherungsverträge (IFRS 4) war ein internationaler Rechnungslegungsstandard (IFRS) des International Accounting Standards Board (IASB), der die Rechnungslegung von Versicherungsverträgen regelt. Daneben waren auch noch Finanzinstrumente mit einer ermessensabhängigen Überschussbeteiligung im Anwendungsbereich von IFRS 4. Mit der Einführung von IFRS 17 zum 1. Januar 2023 wurde er in der Anwendung durch diesen IFRS-Standard ersetzt.

## Hintergrund
Bevor IFRS 4 verabschiedet wurde, gab es in den IFRS keine Regelungen für Versicherungsverträge oder Überschussbeteiligung. Im Rahmen des Versicherungsprojektes des IASC seit 1997 und nachfolgend des IASB konnte bis zur Einführung von IFRS in der Europäischen Union und einer Reihe anderer Staaten im Jahr 2005 kein endgültiger Versicherungsstandard entwickelt werden. Um eine Lücke für Versicherungsverträge im Gesamtwerk der IFRS zu vermeiden, wurde das Versicherungsprojekt im Jahr 2002 in zwei Phasen aufgeteilt. In der ersten Phase wurde ein Übergangsstandard, der jetzige IFRS 4, entwickelt. In der zweiten Phase wird, seit dem Wiederbeginn der Arbeiten an diesem Projekt im Jahr 2005, der endgültige Standard entwickelt. Im Mai 2017 wurde der Standard als IFRS 17 verabschiedet, nachdem im Jahr 2007 ein Discussion Paper und im Juni 2010 ein Entwurf (ED/2010/8) veröffentlicht wurde. Der aktuelle Standard schlägt nicht mehr eine Bewertung zu aktuellen Veräußerungspreisen für Versicherungsbestände vor – wie es noch im Discussion Paper stand –, sondern eine Bewertung auf Grundlage des Barwerts von Cashflows, welche zur Erfüllung des zu bewertenden Vertrages notwendig sind (Present Value of the Fulfilment Cashflows).
IFRS 4 definierte den Begriff Versicherungsvertrag als: „Ein Vertrag, nach dem eine Partei (der Versicherer) ein signifikantes Versicherungsrisiko von einer anderen Partei (dem Versicherungsnehmer) übernimmt, indem sie vereinbart dem Versicherungsnehmer eine Entschädigung zu leisten, wenn ein spezifiziertes ungewisses zukünftiges Ereignis (das versicherte Ereignis) den Versicherungsnehmer nachteilig betrifft.“ Diese Definition ist insofern von weit reichender Bedeutung, als bislang weder deutsches noch europäisches Recht eine Formaldefinition eines Versicherungsvertrages kannte. Die Schwierigkeit, einen Versicherungsvertrag zu definieren wird daran deutlich, dass der die Rechnungslegung bestimmende Hauptteil des IFRS 4 selbst nur 45 Paragraphen hat, der Anhang zur Erläuterung der Definition eines Versicherungsvertrages allein dafür schon 30 Paragraphen benötigt.
Ebenso definierte IFRS 4 den Begriff der „ermessensabhängigen Überschussbeteiligung“. Auch Finanzinstrumente mit ermessensabhängiger Überschussbeteiligung, in Deutschland z. B. einige reine Sparverträge, die von Lebensversicherern angeboten werden, sind im Anwendungsbereich von IFRS 4.
Als Übergangsstandard war der Hauptzweck des IFRS 4, geordnete Bahnen für die bisher von den Versicherern verwendete Rechnungslegung zu schaffen, damit diese sich gründlich auf den ursprünglich ab etwa 2010 geplant anzuwendenden endgültigen Standard vorbereiten können, ohne früh wesentliche Änderungen vornehmen zu müssen. Die Verwaltung, aber insbesondere die Bewertung für Rechnungslegungszwecke von Versicherungsverträgen gehört wegen deren Komplexität und der enthaltenen konzentrierten Ungewissheit zu den schwierigsten Rechnungslegungsaufgaben überhaupt. Daher bestimmte das IASB für den Übergang, dass weitestgehend die bisherigen Methoden der Rechnungslegung fortzuführen waren.
Um bisher möglicherweise im Sinne der Grundphilosophie des Rahmenwerks unangemessene Methoden unter IFRS zu verhindern, wurden folgende Einschränkungen bestimmt:
- Bestimmte Derivate, die in Versicherungsverträge eingebettet sind, müssen vom übrigen Vertrag separiert und nach IAS 39 behandelt werden.
- Soweit Rechte und Pflichten aus Einlagenkomponenten (Sparanteile) nicht berücksichtigt werden, muss die Einlagenkomponente entflochten werden, in anderen Fällen darf die Einlagenkomponente als Wahlrecht entflochten werden.
- Die bisherigen Methoden müssen sicherstellen, dass immer mindestens der beste Schätzwert der zukünftigen Netto-Verpflichtung als Rückstellung angesetzt wird. Andernfalls muss ein besonderer, noch vorsichtigerer Angemessenheitstest in die Methoden aufgenommen werden.

Um den Versicherern den möglichst frühzeitigen Übergang auf die endgültige Lösung zu ermöglichen, erlaubte IFRS 4 unter bestimmten Bedingungen die bisherigen Methoden zu ändern. Diese Möglichkeit ist wesentlich weitgehender als sonst irgendwo in IFRS zulässig. Einer der Grundsätze von IFRS ist es, so weit irgend möglich keine Wahlrechte zuzulassen.
Die entsprechenden Vorschriften galten auch für Verträge mit ermessensabhängiger Überschussbeteiligung. Die in Deutschland, Österreich und der Schweiz üblichen Überschussbeteiligungsverfahren erfüllen die Anforderungen an die ermessensabhängige Überschussbeteiligung, wie sie in IFRS 4 bestimmt werden.
Die bisher weltweit von Versicherern angewandten und daher nach IFRS 4 fortzuführenden Methoden waren außerordentlich unterschiedlich. Damit bestand auch weiterhin trotz gemeinsamer Anwendung von IFRS für Versicherer nur eine eingeschränkte Vergleichbarkeit von Bilanz oder Gewinn- und Verlustrechnung. Dieser wesentliche Mangel sollte nach Willen des IASB durch die umfassenden Vorschriften zu den Angaben, die im Anhang zum Finanzbericht (Jahres- oder Konzernabschluss) gemacht werden müssen, ausgeglichen werden. IFRS 4 stellte hierzu zwei Berichtsprinzipien auf, die umfangreich in der nicht verbindlichen ’’Implementation Guidance’’ erläutert werden.
Da es nicht zu erwarten war, dass bis zur Verabschiedung des endgültigen Standards IFRIC sich zu versicherungsspezifischen Fragen äußern wird, hat die International Actuarial Association mit Unterstützung des IASB mehrere International Actuarial Standards of Practice verabschiedet, die verschiedene Aspekte des IFRS 4 kommentieren. Damit sollte eine möglichst einheitliche Anwendung und Interpretation des IFRS 4 weltweit erreicht werden. Wegen der technischen Komplexität der in IFRS 4 behandelten Sachverhalte bedarf es aktuariellen Sachverstandes, um die Vorschriften des IFRS 4 technisch korrekt für die Detailfragen darzustellen. Daher waren Aktuare grundsätzlich intensiv in alle diesbezüglichen Rechnungslegungsfragen von Versicherern eingebunden. 
Im Zuge der Einführung von IFRS 17 als finalem Bilanzierungsstandard für Versicherungsverträge kam es immer wieder zu Verzögerungen, so dass sukzessive der Anwendungszeitraum des IFRS 4 bis zur Einführung des IFRS zum 1. Januar 2023 verlängert und dabei Regelungen im Sinner einer Konvergenz auf den neuen Standard angepasst wurden.